# 16244 Брож
16244 Брож (16244 Brož) — астероїд головного поясу, відкритий 4 квітня 2000 року.
Тіссеранів параметр щодо Юпітера — 3,526.